# Style sapin

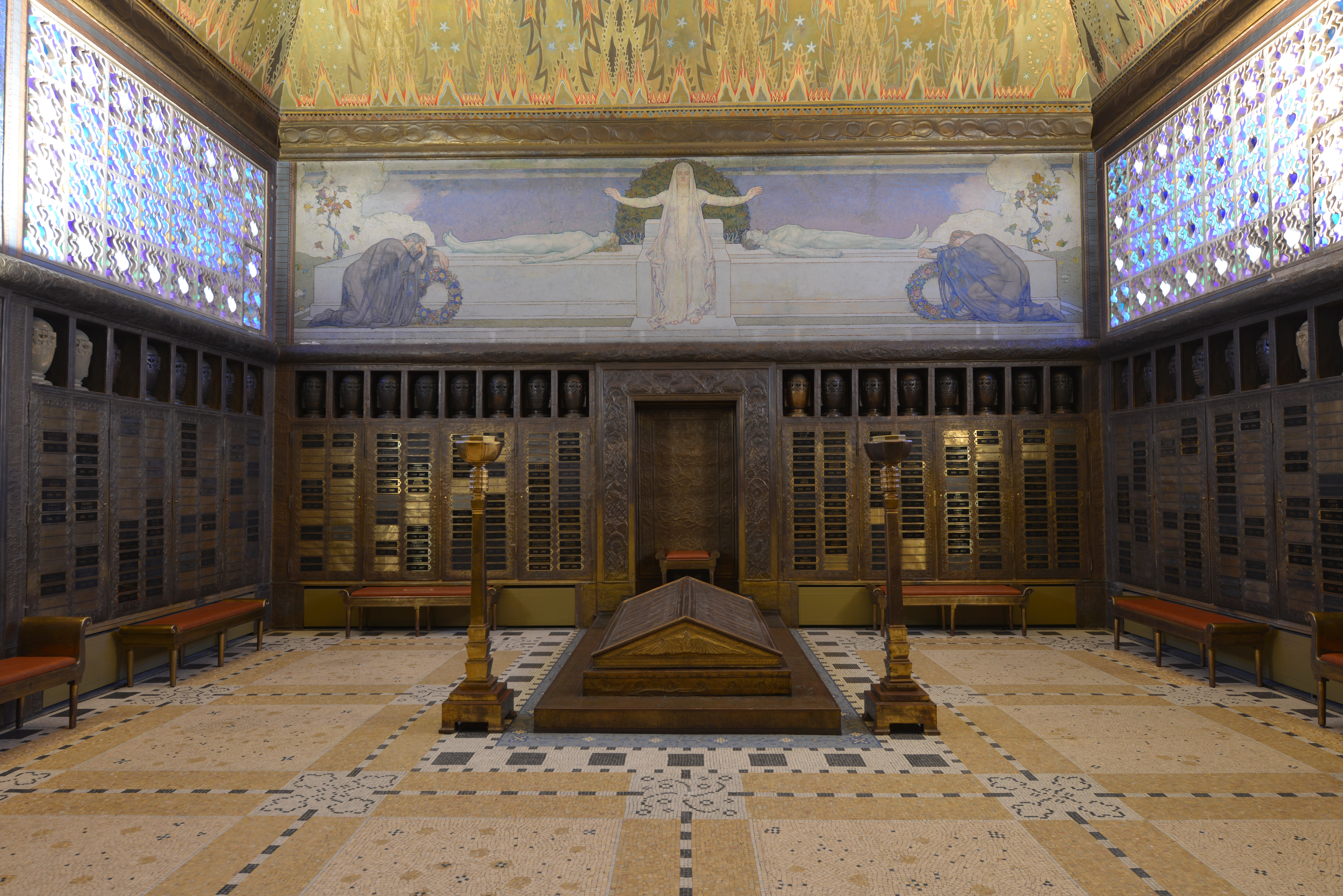
Obřadní sál krematoria v La Chaux-de-Fonds, 1908-1909

Style sapin (tj. jedlový styl) je regionální varianta stylu secese, která se vyvinula v kantonu Neuchâtel ve Švýcarsku na začátku 20. století, především pod vlivem umělce Charlese L'Eplatteniera na École d'arts appliqués (Škola užitého umění) v La Chaux-de-Fonds.

## Počátky
V průmyslovém městě La Chaux-de-Fonds, známém svou hodinářskou výrobou, stejně jako v mnoha dalších evropských městech, probíhaly na začátku 20. století živé estetické debaty o architektuře a dekorativním umění. Industrializace vedla k ošklivosti měst, což vedlo k úvahám o přijetí venkovských a lidových architektonických variant. Vývoj stylu sapin má své kořeny ve výuce Charlese L'Eplatteniera a v jeho implementaci studenty Školy užitých umění v La Chaux-de-Fonds.
V roce 1905 Eplattenier otevřel pro nejlepší studenty školy Cours supérieur d'art et de décoration (Vyšší kurz umění a dekorace), v němž se snažil poskytnout umělecké vzdělání vedle do té doby vyučované průmyslové praxe v hodinářství. Povzbuzoval své studenty, aby se pro inspiraci procházeli lesem a přímo pozorovali přírodu.
Jedním z hlavních představitelů hnutí v jeho počátcích byl Charles-Édouard Jeanneret, nadaný žák L'Eplatteniera. Ačkoli výraz Style sapin nebyl současný a ještě se nejednalo o školu v přísném slova smyslu, Jeanneret o něm hovořil již v roce 1908 se svým učitelem. Toto hnutí následně teoretizovali Charles-Édouard Jeanneret, Charles L'Eplattenier, Georges Aubert a Léon Perrin.

## Charakteristika
Styl inspirovaný teoriemi ornamentálního umění Johna Ruskina, Owena Jonese a Eugèna Grasseta je specifickou variantou secese, která má kořeny ve fauně a flóře Jury a Neuchâtelu. Šlo o to uchýlit se ke coup de fouet (šlehnutí bičem) blízký Victoru Hortovi a Hectoru Guimardovi, ale přitom zohlednit poetiku zdejšího kraje. Umělci si tak vytvořili dekorativní tvarosloví, jehož hlavním motivem byla jedle, která byla přítomna již ve zdejším malířství. Jehličnan se objevil ve studentských pracích již v roce 1903, ještě předtím, než byl použit jako geometrický motiv. Následně byl stylizovaný jehličnan používán ve všech formách, zejména borová šiška. Učitelé a studenti školy spolupracovali na rozsáhlých dekorativních projektech, v nichž byly jedle, hořec a další symboly místní flóry a fauny využity v architektuře, ale také v rozmanitých technikách jako jsou vitráže, mozaika, tepaný kov, kované železo, dekorativní malba, tesařství, keramika, sochařství, nábytek nebo osvětlení.

## Vývoj stylu
V roce 1910 byly pod vedením Charlese L'Eplatteniera a z iniciativy Charlese-Édouarda Jeannereta, Léona Perrina a Georgese Auberta založeny Spojené umělecké dílny. Tyto dílny, stejně jako jiné dílny ve Vídni, Glasgowě, Mnichově nebo Darmstadtu, vyráběly dekorativní umění určené pro obchod. Ve stejné perspektivě založil L'Eplattenier v roce 1911 ve spolupráci se svými bývalými studenty – nyní profesory – na umělecké škole Novou nezávislou sekci (Nouvelle Section indépendante), která se podle jeho představ stala secesní platformou s mezinárodním vlivem, podobně jako v jiných evropských metropolích. Tímto způsobem byl jedlový styl více integrován do lokální průmyslové výroby, jako například hodinářství. To však studenty tlačilo ke standardizaci stylu, aby mohl být lépe prodáván. Politické spory a pedagogické neshody mezi L'Eplattenierem a ostatními profesory na umělecké škole, stejně jako osobní a profesní rozchod s Jeanneretem v roce 1911, navíc nevytvořily prostředí příznivé pro rozvoj a rozkvět jedlového stylu. Jeanneret se sice vrátil učit na školu na žádost L'Eplatteniera v roce 1911, ale s novým uměleckým a teoretickým přístupem. Z těchto důvodů, ale také proto, že se na secesní scénu pravděpodobně dostal příliš pozdě, se jedlový styl nemohl trvale etablovat.

## Hlavní zástupci
Hlavními představiteli stylu byli Jules Courvoisier, André Evard, Marie-Louise Goering, Henriette Grandjean, Alfred Huguenin, Charles Humbert, Charles-Édouard Jeanneret, Charles L'Eplattenier, René Chapallaz, Sophie L'Eplattenier, Charles-Clos Olsommer, Charles -Clos Jeanne Perrochet nebo Charles Reussner.

## Architektura a dekorace
Charles L'Eplattenier povzbuzoval studenty vyššího kurzu na škole umění, aby se zapojili do skupinových projektů, které kombinovaly architekturu a dekorativní umění. Hlavními příklady Gesamtkunstwerku v jedlovém stylu jsou krematorium v La Chaux-de-Fonds, hudební sál Charlese-Rodolpha Spillmanna, vila Fallet a výzdoba Hirschova pavilonu kantonální observatoře v Neuchâtelu.

## Galerie

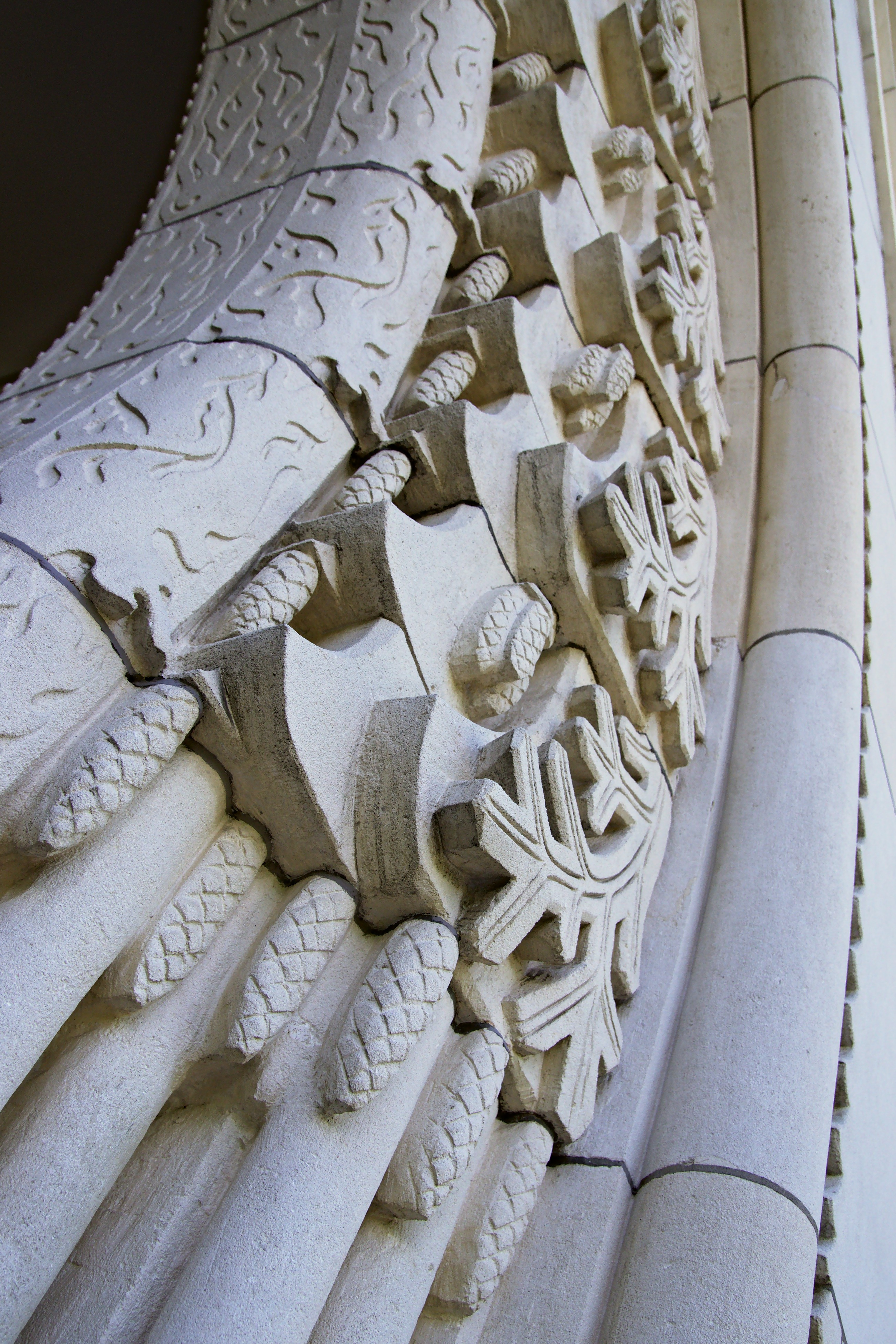
Detail portálu krematoria v La Chaux-de-Fonds, 1908-1909
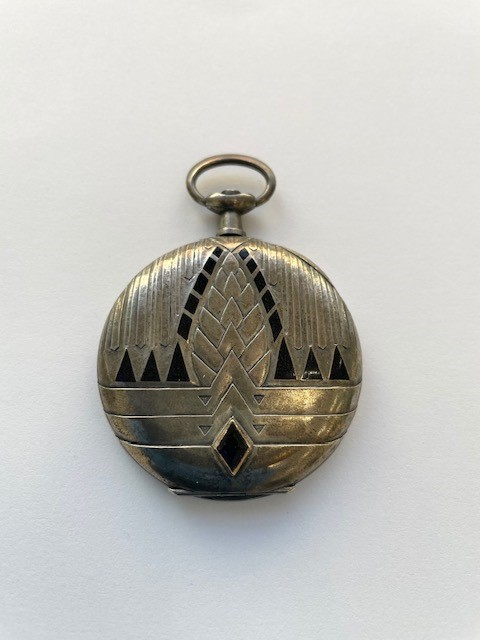
Kapesní hodinky (1905-1906)
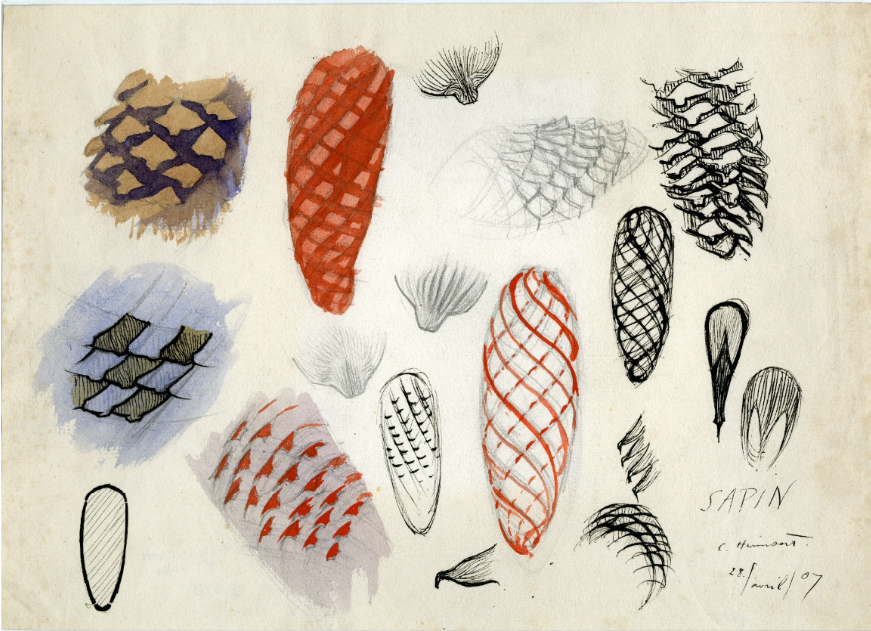
Charles Humbert, Sapins (1907)
Jules Courvoisier, vitráž kaple v Cernier-Fontainemelon (1907)
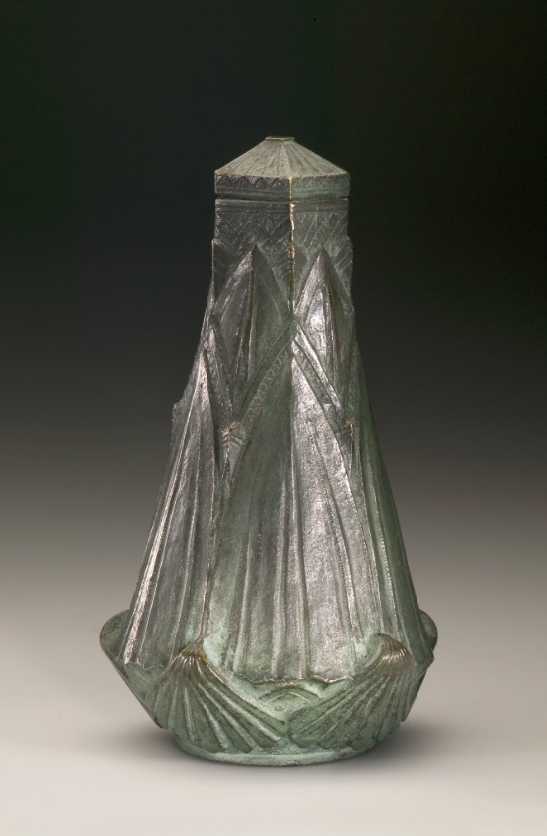
Charles Reussner, Flakón na parfém (1908)